# سالومه (نام کوچک)
سالومه نام کوچک ولی نه خیلی رایج برای بانوان است و به زبان عبری شالوم (به عبری: שָׁלוֹם) از ریشه شلم و به معنی صلح است. طبق آمار سازمان ثبت احوال فراوانی این نام در پاییز ۱۳۹۷ کمی بیش از دو هزار نفر بوده است. در توضیحات راهنمای نام‌گزینی همچنین عبارت: «(عبری) (اَعلام) زوجهٔ زبدی و مادر یعقوب کبیر و یوحنای انجیلی.» درج شده که به سالومهٔ قدیس اشاره دارد.

## تاریخ
یکی از زنانی که سالومه خوانده می‌شدند زنی بود که از جلیل در عقب عیسی آمده بود تا او را خدمت کند و در زمان تصلیب عیسی و رستاخیز وی حضور داشت (انجیل مرقس ‎۱۵: ۴۰–۴۱ و انجیل متی‎۲۷: ۵۵–۵۶). بسیاری او را با زوجه زبدی (پدر دو حواری عیسی یعقوب و یوحنا) یکی دانسته‌اند و برخی وی را خواهر مریم عذرا شمرده‌اند.
از دیگر زنان به این نام، سالومه دختر هردوس دوم است که در عهد جدید از وی به عنوان زنی اغواگر تصویر شده است.

## افراد با نام سالومه
- سالومه ام‌سی، خواننده رپ ایرانی
- لو آندرئاس سالومه